# Andreas Menzel
Andreas Theodor Menzel (ur. 25 listopada 1815 w Pieniężnie, zm. 4 sierpnia 1886 w Bonn) – niemiecki duchowny i teolog katolicki, w latach 1850–1871 profesor wydziału teologicznego w Liceum Hosianum w Braniewie, w latach 1871–1886 profesor Uniwersytetu w Bonn.

## Życiorys

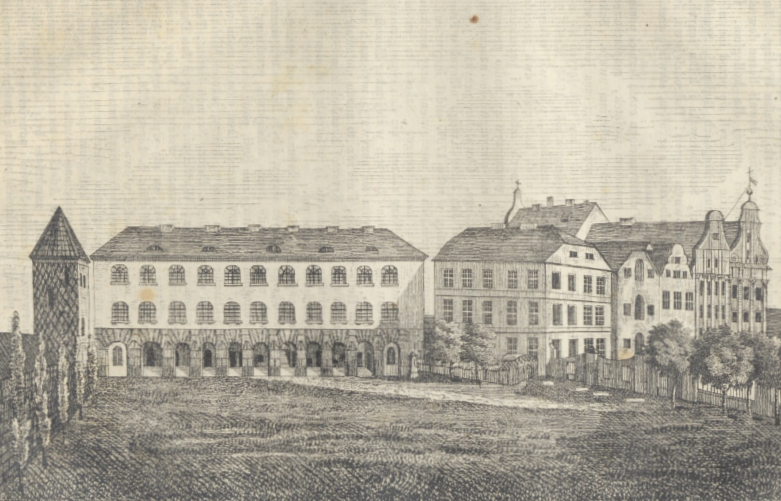
Dziedziniec uczelni w Braniewie, w czasach pracy prof. Menzla (w 1863 dostawiono kościół)

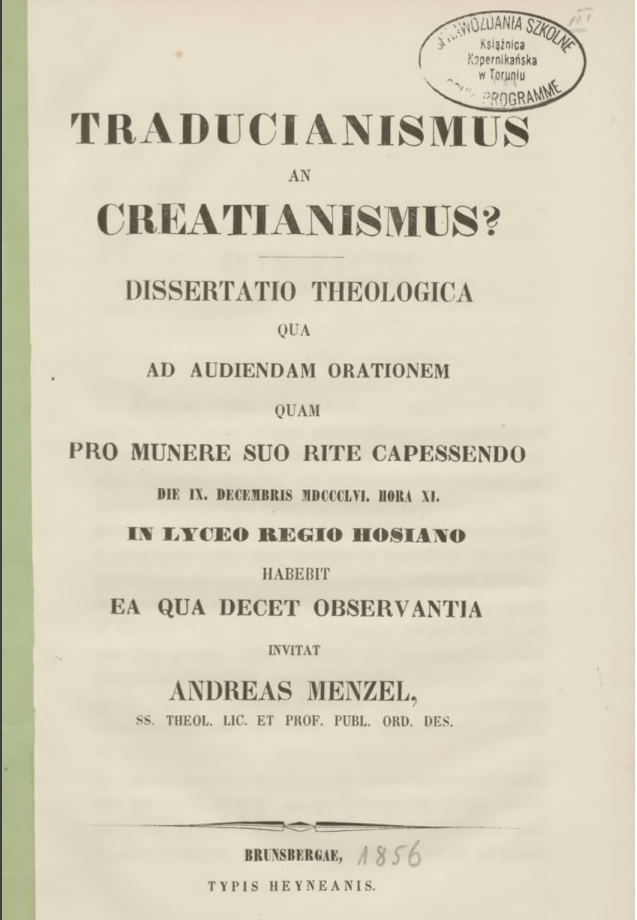
Rozprawa doktorska Traducianismus an Creatianismus?

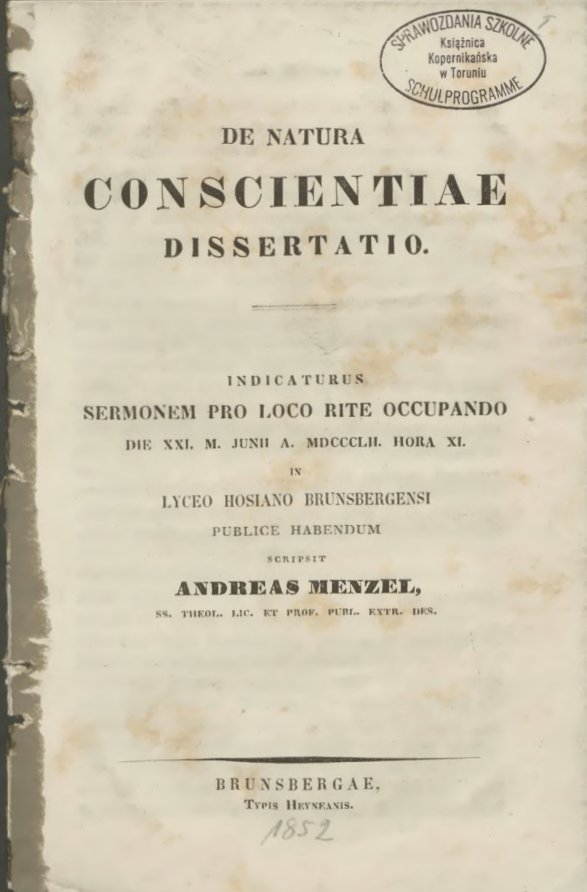
Rozprawa De natura conscientiae

Nauki pobierał w gimnazjum w Braniewie, które ukończył zdaną maturą w 1837 roku. Następnie kontynuował studia z zakresu filozofii i teologii w miejscowym seminarium duchownym Liceum Hosianum. Po ukończeniu studiów przyjął w dniu 1 sierpnia 1841 w katedrze fromborskiej święcenia kapłańskie z rąk nowego biskupa warmińskiego Josepha Ambrosiusa Geritza. Po zaledwie kilku miesiącach posługi kapłańskiej w Braniewie, uzyskał zgodę na kontynuowanie studiów na Uniwersytecie Wrocławskim. Tam uzyskał na wiosnę 1843 stopień licencjata naukowego (inaczej licencjat kościelny, stopień wyższy od magistra). Następnie przebywał na Wydziale Filozofii Uniwersytetu w Berlinie, po czym ponownie powrócił do funkcji duszpasterza w Braniewie. Dzięki uzyskaniu dotacji z fundacji im. Jana Preucka (założonej w 1631 roku w Rzymie przez kanonika warmińskiego) mógł wyjechać na wiosnę 1844 na półtoraroczne studia do Rzymu. Jesienią 1845 został wezwany do Braniewa na funkcję wicerektora seminarium duchownego. Stanowisko to sprawował do wiosny 1850, wówczas został mianowany profesorem nadzwyczajnym teologii systematycznej w Liceum Hosianum. W 1853 został profesorem zwyczajnym dogmatyki i teologii moralnej. W 1857 Wydział Teologiczny Uniwersytetu Wrocławskiego nadał mu stopień doktora na podstawie opublikowanej rok wcześniej rozprawy naukowej Traducianismus an Creatianismus? W latach 1863–1866 pełnił funkcję rektora Liceum Hosianum. W latach 1849/1850 oraz 1862/1863 był wybierany na członka parlamentu pruskiego. Wyrazem uznania ze strony państwa było przyznanie Orderu Orła Czerwonego IV Klasy.

## Braunsberger Schulstreit, czyli spór o dogmat o nieomylności papieża
Przyjęcie w 1870 roku dogmatu o nieomylności papieskiej na I soborze watykańskim wywołało falę oporu w łonie samego Kościoła. Sprzeciw wobec nowej doktryny wyrażało wielu hierarchów będących jednocześnie uczestnikami soboru oraz teologów. Wiele ośrodków akademickich stało się ośrodkami opozycji wobec zamierzeń papieża, wśród nich były uczelnie we Wrocławiu, Monachium, Bonn, Trewirze i w Braniewie. 
W diecezji warmińskiej recepcja tego dogmatu miała szczególnie burzliwy charakter. Tam na bunt o konflikt teologiczny nałożyły się trudne relacje państwo–Kościół w zakresie kompetencji w stosunku do profesorów i nauczycieli religii. W ośrodku akademickim i edukacyjnym w Braniewie cztery osoby spośród duchownych, teologów i nauczycieli religii otwarcie sprzeciwiło się uznaniu uchwał Vaticanum I. Byli to dwaj profesorowie Liceum Hosianum: Andreas Menzel i Friedrich Michelis, wykładowca Seminarium Nauczycielskiego Edmund Treibel oraz wykładowca gimnazjum Paul Wollmann. Ów spór przeszedł do historii pod nazwą Braunsberger Schulstreit (braniewski strajk szkolny).
Reakcja kurii biskupiej obawiającej się rozszerzenia się buntu była stanowcza. Nowy biskup warmiński, którym został w tym czasie Philipp Krementz, zabronił studentom chodzenia na wykłady Menzla, a jego samego zwolnił ze stanowiska wykładowcy oraz suspendował, chociaż chwalił go jednocześnie jego wieloletnią i oddaną pracę na uczelni. 1 kwietnia 1871 samodzielną decyzją ministra edukacji Adalberta Falka, bez konsultacji z biskupem miejsca, Menzel został na prośbę Josepha Huberta Reinkensa, biskupa Kościoła Starokatolickiego w Bonn, przeniesiony na Wydział Teologiczny Uniwersytetu w Bonn, który stanowił wówczas centrum starokatolicyzmu w Niemczech. Tam został, mimo protestów, mianowany nie profesorem dogmatyki (choć stanowisko było wolne po odejściu prof. Dieringera), lecz profesorem historii Kościoła. Starokatolicy posiadali na uczelni większość blokującą (trzech profesorów z Menzlem), uniemożliwiając uzupełnienie składu kolegium, gdyż po stronie katolickiej był tylko 1 profesor zwyczajny, 2 nadzwyczajnych i 1 provatdocent. Ponadto zachowywali wpływ na obsadzenie urzędu dziekana, na który w semestrach: 1875/76, 1878/79, 1881/82, 1885/86 był wybrany Andreas Menzel. Sam Menzel jednak nigdy do Kościoła Starokatolickiego nie przeszedł.
Prowadził wykłady z apologetyki, teologii moralnej i dogmatyki (łącznie 8 godzin tygodniowo) dla niewielkiej grupy studentów. Prócz tego nie wykazywał wielkiej aktywności. W swojej nieśmiałej postawie nie występował radykalnie przeciw postanowieniom soboru, i choć nie wahał się w swoim zdaniu, już w momencie przeprowadzki do Bonn był uważany za „złamanego człowieka”.
Andreas Menzel zmarł jako urzędujący dziekan Uniwersytetu w Bonn 4 sierpnia 1886 roku. Został pochowany 7 sierpnia na Cmentarzu Północnym (Nordfriedhof) w Bonn.

## Publikacje
- Odezwy wyborcze (Wahlaufrufe), 1849, 1850, 1862
- Beiträge über den Begriff von Dogmengeschichte und biblischer Theologie, in: Index lectionum, Braunsberg 1851/52 bzw. 1854
- De natura conscientiae, Braunsberg 1852 (Lic.)
- Traducianismus an Creatianismus?, Braunsberg 1856 (Diss.)
- Über das Subjekt der kirchlichen Unfehlbarkeit (als Manuskript gedruckt), Braunsberg 1870
- Commentatio: S. Irenaei doctrina de partibus humanae naturae, w: Index lectionum, Braunsberg 1873
- Teildruck seiner Korrespondenz mit Krementz (in Braunsberg), w: Deutscher Merkur (München) 1886